# Qualificazioni ai Giochi della XIX Olimpiade (CONCACAF)
Di seguito sono elencati gli incontri con relativo risultato della zona nord/centro americana (CONCACAF) per le qualificazioni a Città del Messico 1968.

## Formula
Le 13 squadre vennero divise in due gironi rispettivamente da cinque e sei squadre. Il formato prevedeva tre turni eliminatori, composti da spareggi A/R. In caso di pareggio, era previsto un terzo incontro in campo neutro.
Le vincenti di ogni girone si sarebbero qualificate alle Olimpiadi.

## Risultati

### Gruppo 1

#### Primo turno eliminatorio
|  | Bermuda | 1 – 0 | Stati Uniti |  |

|  | Stati Uniti | 1 – 1 | Bermuda |  |

|  | Haiti | 8 – 0 | Rep. Dominicana |  |

|  | Rep. Dominicana | 0 – 6 | Haiti |  |

Passano il turno Bermuda (2-1) e Haiti (14-0).

#### Secondo turno eliminatorio
|  | Guatemala | 1 – 1 | Bermuda |  |

|  | Bermuda | 0 – 0 | Guatemala |  |

|  | Guatemala | 2 – 1 | Bermuda |  |

|  | Costa Rica | 3 – 1 | Haiti |  |

|  | Haiti | 2 – 3 | Costa Rica |  |

Passano il turno Guatemala (3-2, dopo spareggio) e Costa Rica (6-3).

#### Terzo turno eliminatorio
|  | Guatemala | 1 – 0 | Costa Rica |  |

|  | Costa Rica | 3 – 2 | Guatemala |  |

Si qualifica il Guatemala (3-3, dopo sorteggio).

### Gruppo 2
L'Honduras si ritirò prima di disputare i propri incontri. Il Guyana olandese si ritirò dopo il 1º turno eliminatorio e venne sostituito da Trinidad e Tobago.

#### Primo turno eliminatorio
|  | Cuba | 2 – 1 | Canada |  |

|  | Canada | 1 – 1 | Cuba |  |

|  | El Salvador | – | Honduras |  |

|  | Honduras | – | El Salvador |  |

|  | Trinidad e Tobago | 1 – 0 | Guyana olandese |  |

|  | Guyana olandese | 5 – 2 | Trinidad e Tobago |  |

Passano il turno Cuba (3-2), El Salvador (ritiro dell'Honduras) e Trinidad e Tobago (ritiro del Guyana olandese).

#### Secondo turno eliminatorio
|  | El Salvador | 3 – 0 | Cuba |  |

|  | Cuba | 1 – 2 | El Salvador |  |

|  | Trinidad e Tobago | 4 – 0 | Antille Olandesi |  |

|  | Antille Olandesi | 3 – 0 | Trinidad e Tobago |  |

Passano il turno El Salvador (5-1) e Trinidad e Tobago (4-3).

#### Terzo turno eliminatorio
|  | El Salvador | 2 – 0 | Trinidad e Tobago |  |

|  | Trinidad e Tobago | 1 – 2 | El Salvador |  |

Si qualifica El Salvador (4-1).